# 過分葉

巨赤芽球性貧血でみられた過分葉好中球

過分葉とは、白血球、とくに好中球の核の分葉（分節）が過剰な状態をさす。
6分葉以上の好中球は過分葉である。

## 概要
白血球のうち、好中球・好酸球・好塩基球（顆粒球と総称）は、成熟に伴い、核が分葉（分節）するのが特徴的である。過分葉（(英)hypersegmentation）とは、顆粒球の核の分葉数が過剰な状態を意味し、通常は、好中球の過分葉をさすことが多い。

## 好中球の過分葉
成熟した好中球である分葉核球は、健常人では、3分葉のものがもっとも多く、ほとんどが4分葉以下である。
| 分葉核球     | 2分葉   | 3分葉   | 4分葉   | 5分葉 |
| ------------ | ------- | ------- | ------- | ----- |
| およその比率 | 10-30 % | 40-50 % | 10-20 % | ＜5 % |

5分葉の好中球の増加や6分葉以上の好中球があれば、過分葉である。過分葉は、通常、好中球の成熟異常の徴候と考えられている。
好中球の過分葉は、末梢血塗抹検査で簡単に確認することが可能であり、巨赤芽球性貧血をはじめとする疾患を示唆する重要な所見である。なお、細菌感染等において幼若で分葉のない桿状核球などが増える左方移動に対して、過分葉を右方移動とよぶことがある。

### 好中球の過分葉の判定基準
好中球の過分葉とは、6分葉以上の分葉の好中球が一個でもみられるか、または、5分葉以上の好中球が、3 %、ないし、5 %以上みられる状態である。

### 好中球の過分葉がみられる病態

#### 巨赤芽球性貧血
巨赤芽球性貧血は、DNA合成の障害により骨髄での造血が正常に進まず、大型で核が未熟な巨赤芽球がみられる病態であり、通常、ビタミンB12の欠乏（悪性貧血や胃全摘後など）、ないし、葉酸の欠乏（アルコール依存症、吸収障害、など）が原因となる。
巨赤芽球性貧血では、早期から（通常、貧血の出現する前から）正常の好中球より大きい過分葉好中球がみられる。

#### 薬剤投与後

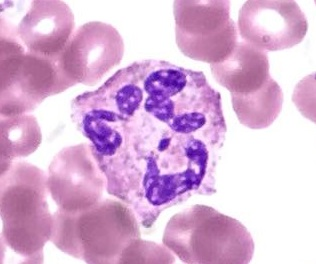
卵巣癌化学療法中にみられた過分葉好中球

抗癌剤、代謝拮抗剤などの薬剤投与後、特に、メトトレキセート（葉酸代謝拮抗剤）、ハイドロキシウレア（ヒドロキシカルバミド）（DNA合成阻害剤）など、巨赤芽球性変化を起こす薬剤の投与後に過分葉好中球がみられることがある。

#### 骨髄異形成症候群
骨髄異形成症候群（(英)myelodysplastic syndrome、MDS）において、異形成の所見の一つとして、過分葉好中球がみられることがある。ただし、MDSに特異性が高い所見ではない。

#### その他
尿毒症や鉄欠乏性貧血においても、ときに、好中球過分葉がみられることがある。また、まれに、遺伝性の好中球過分葉症がみられるが、特に症状はない。

### 高体温症などでみられる一過性の好中球過分葉
前記の成熟異常としての過分葉とはまた別の機序で、熱傷、熱中症、高熱（脳幹出血、悪性高熱症、コカイン・メタンフェタミン濫用、脳炎、など）、においても、一過性の好中球の過分葉がまれにみられることがある。巨赤芽球性貧血などに伴う過分葉とは形態的に異なり、核は放射状の分葉を呈し、ブドウの房状((英)botryoid)と形容されることもある。これは中心小体から発するマイクロフィラメントの収縮によるとされる。

画像は文献
および外部リンクを参照。

## 好中球以外の顆粒球の過分葉
好中球以外の顆粒球である、好酸球や好塩基球は、好中球に比し分葉が少なく、多くは2分葉以下であるが、好中球と同様に、巨赤芽球性貧血、薬剤投与後、骨髄異形成症候群、などにおいて過分葉がみられることがある 。なお、急性好酸球性肺炎では、3、4分葉の過分葉好酸球が出現し、リンフォカインの影響が考えられている。